# Nguyễn Viên
Nguyễn Viên (1752-1804) là quan nhà Nguyễn trong lịch sử Việt Nam.

## Thân thế
Nguyễn Viên quê làng Bột Thượng, xã Hoằng Lộc huyện Hoằng Hóa, tỉnh Thanh Hóa, sinh ra trong một gia đình nổi tiếng về văn học, thuộc hàng khoa mục xứ Thanh.
Ông tổ 5 đời của ông là Nguyễn Đăng Thịnh, thụy là Đức Minh (1628-1705), thi đỗ Hương tuyển rồi làm nghề dạy học.
Ông tổ 4 đời của ông là Nguyễn Bổng (1655-1705), từng làm Giám sinh Quốc Tử Giám.
Ông nội ông là Nguyễn Quỳnh (hay còn gọi là Trạng Quỳnh) là danh sĩ thời Lê Trung Hưng, có tài năng xuất chúng, được nhân dân đương thời ca tụng liệt vào "Tràng An tứ hổ" (Nhất Quỳnh, nhì Nham, tam Hoàn, tứ Tuấn).
Người bác ruột Nguyễn Viên là Nguyễn Cục, đỗ cử nhân đời vua Lê Hiển Tông, khoa thi Quý Hợi (1743). Người chú ruột là Nguyễn Xưởng thi đỗ cử nhân đời vua Lê Hiển Tông, khoa thi Quý Dậu (1753).

## Cuộc đời và sự nghiệp
Sinh ra trong một gia đình có truyền thống nho học, Nguyễn Viên say xưa học tập, nghiên cứu từ nhỏ. Ông vốn là người thông minh sớm có lòng ham mê tìm tòi, học tập, lại được sự dạy dỗ rèn luyện của gia đình nên Nguyễn Viên học rất giỏi về mọi mặt: văn học, thiên văn, đồ chí... nên nổi tiếng cả một vùng Hoằng Hóa. Được tiếp nhận sách vở của nhiều đời mà gia đình lưu giữ được, ông có điều kiện đọc nhiều và hầu như Nguyễn Viên thâu tóm được đầy đủ điển chương tinh hoa của mọi sách vở.
Năm 1779, Nguyễn Viên đi thi Hương và đã giành giải Nguyên (đỗ đầu kì thi Hương). Bước đường công danh mở ra nhiều hứa hẹn, nhưng Nguyễn Viên lại chán cảnh loạn ly, chuyện tranh giành ngôi chúa, đến loạn kiêu binh nơi cung vua phủ chúa. Phía Nam, 3 anh em Tây Sơn là Nguyễn Nhạc, Nguyễn Lữ, Nguyễn Huệ khởi nghĩa chống lại chúa Nguyễn, lập nên nhà Tây Sơn. Nguyễn Viên quyết định đã lui về quê nhà chuyên tâm làm nghề dạy học.
Năm 1789, nhà Hậu Lê mất, Nguyễn Viên cùng học trò ra ứng nghĩa, muốn vào Gia Định theo chúa Nguyễn Ánh nhưng đường nghẽn không thể đi được. Khi đến biển Cân Hải, trấn Nghệ An (nay thuộc địa phận xã Quỳnh Phương, huyện Quỳnh Lưu, tỉnh Nghệ An), Nguyễn Viên đã vào thăm đền Tứ vị thánh nương. Tại đền thờ ông đã tỏ khí trung phẫn của mình bằng việc ứng khẩu hai câu đối:
Xã tắc phát phu, bất vi ư Mông Cổ đồng thiên địa
Cương thường nhật nguyệt, trường đối ly thiên chiến cổ kim
Nghĩa là:
Da tóc của non sông không đội trời chung với Mông Cổ
Cương thường như nhật nguyệt soi cùng kim cổ mãi trời Nam
Năm Tân Dậu (1801), Nguyễn Ánh lấy lại được đất chúa Nguyễn đến Phú Xuân (Huế), ban bố chính sách chiêu hiền, kêu gọi các cựu thần nhà Lê ra giúp. Nguyễn Viên biết tin bèn cùng một số cựu thần nhà Lê như: Lễ bộ thượng thư Đặng Đức Siêu, Tham tri Phạm Như Đăng lần lượt yết kiến Nguyễn Vương. Khi vào yết kiến, Nguyễn Vương thấy Nguyễn Viên là người có học thức, tinh thông thiên văn địa lý, võ bị, binh thư, thái ất... tính cách lại khoáng đạt, nên đã cho làm ngay bên cạnh, giúp giải quyết mọi công việc và từ đây mở ra một bước ngoặt lớn trong cuộc đời và sự nghiệp ông và ông có điều kiện để đem tài năng, tâm huyết của mình cống hiến cho sự nghiệp xây dựng và bảo vệ đất nước.
Tháng 5 năm Nhâm Tuất (1802), Nguyễn Ánh tiêu diệt nhà Tây Sơn, lên ngôi vua, mở đầu triều đại nhà Nguyễn (1802-1945), định đô ở Phú Xuân (Huế). Trước đó, Nguyễn Viên đã được trọng dụng bổ làm chánh điện Học sĩ kiêm Thái thường tự khanh.
Làm quan dưới triều Nguyễn, Nguyễn viên đã đóng vai trò quan trọng trong việc tổ chức bộ máy cai trị ở kinh đô, đặc biệt giúp Gia Long chọn người hiền tài, dùng người tài năng vào bộ máy nhà nước, nên nội trị của nhà Nguyễn dần dần được ổn định .
Nguyễn Viên là người tài giỏi, được Gia Long trọng dụng ban cho chức tước cao sang, nhưng ông vẫn một mực khiêm tốn nói: 
"Thần hổ thẹn là học trò nghèo chỉ biết tự giữ, vào kinh bái yết lần đầu, ban cho cơm áo, được thấm nhuần ơn lớn, tự nghĩ đã vượt ra khỏi bổn phận, nay chưa qua một tháng, lại được 2-3 quan đại thần đề cử lên cho làm quan đến Cần chính điện Học sĩ kiêm Thái thường tự khanh, trộm nghĩ chức học sĩ là riêng của nhà vua vâng sắc chỉ, phòng hỏi han; chức Thái thường thì ngang với tào Bộ Lễ để cúng tế, thờ thần kỳ, hai chức ấy thường mà khẩn yếu, thần không có tài năng gì, khắc được lên đến quan sang, đó là vinh cho kẻ áo vải...".
Năm Quý Hợi (1803), Nguyễn Viên do có nhiều công lao trong việc triều chính, lại là người cẩn thận siêng năng, thanh liêm, ngay thẳng, không xu nịnh, ông được ăn lương Tòng nhị phẩm tương đương với các chức quan, Tham tri, Tả hữu phó Đô ngự sử Đô sát viện và Tân lý. Mỗi khi triều đình có việc trọng đại đem hỏi đến ông, chẳng hạn như bỏ lễ tế chay; lễ cũ hàng năm cứ đầu xuân năm mới triều đình làm lễ tế chay, khi thấy việc làm lễ tế chay rất vô vị, vua Gia Long bèn bàn với Nguyễn Viên bỏ lễ ấy đi. Vua Gia Long còn tin cậy giao cho ông soạn các lời truyền cộng đồng, điều lệ hương ẩm và xét rõ Tôn Thất phả hệ xa gần .
Mùa thu cùng năm, ông theo Gia Long ngự giá Bắc tuần, ngự giá đến Nghệ An. Gia Long ban sắc cho dân từ Nghệ An trở ra Bắc ai có nỗi đau khổ, oan khuất gì thì đến nới hành tại tâu lên, rồi sai Nguyễn Viên thu nhận đơn thư và theo mức độ tâu xin xử án, còn nếu kẻ nào vu cáo thêu dệt thì bị xử tội.
Năm Gia Long thứ 3 (1804), Nguyễn Viên ốm nặng rồi mất tại kinh đô Phú Xuân. Lúc này ông mới 53 tuổi. Vua Gia Long thương tiếc ông, truy tặng là Thanh tiết Công thần Bình tự khanh, Phụng huấn đại phu, tước Châu phong hầu và ban cho 2 cây gấm Tống, 100 quan tiền cùng đôi câu đối: 
Cần chính điện thanh, nhân giám tại
Châu phong sơn trĩ, đức tính huy
Tạm dịch 
Cần chính điện còn đó tấm gương soi cho mọi người
Đỉnh núi Châu Phong ưa đức sáng cao vời vợi
Sau đó thi hài ông được đưa về quê nhà chôn cất và nhà thờ ông hiện ở xã Hoằng Lộc huyện Hoằng Hóa, do con cháu dòng họ trông nom, cúng tế.

## Gia quyến
Theo gia phả họ Lưu ở Thanh Oai (Đông Anh, Đông Sơn, Thanh Hóa), vợ ông tên là Lưu Thị Sinh (con ông Lưu Hồng Quỳ - thi đậu Hương Cống rồi ra làm Quốc Tử Giám Giám sinh Tấn sự lang, sau nhà Nguyễn có sắc phong là Phúc Thần - Hiện sắc đang được lưu giữ ở dòng họ Lưu ở thôn Thanh Oai), sinh được người con là Nguyễn Tư Hồng thi đậu cử nhân sau làm chi phủ Lạng Giang.